# Platanthera handel-mazzettii
Platanthera handel-mazzettii är en orkidéart som beskrevs av Ken Inoue. Platanthera handel-mazzettii ingår i släktet nattvioler, och familjen orkidéer. Inga underarter finns listade i Catalogue of Life.